# グルジノ・イメレチア県
グルジノ・イメレチア県（グルジノ・イメレチアけん、ロシア語: Грузино-Имеретинская губернияは、1841年から1846年までロシア帝国領南カフカースに設置されていた県。
ニコライ1世による1840年4月10日公布、翌1841年1月1日発効の「ザカフカース地方の管理機関」令によって、以前からのグルジア県、イメレティア州及びアルメニア州を廃止・統合する形で、チフリスを県都として新設された。県内にはチフリス、ゴリ、テラフ、ベロカヌィ、クタイス、エリザヴェトポリ、アレクサンドロポリ、エリヴァニ、ナヒチェヴァニ、アハルツィフ、グリアの11の郡が設置され、それらの下位にはさらに44の地区が設けられた。県章には聖ゲオルギオスを中心として、アララト山頂に漂着したノアの箱舟、黒海、豊かな土地を象徴する銀の農耕具などが描かれていた。
1844年4月にベロカヌィ郡は県の民政下から離れ、ジャロ・ベロカヌィ軍管区司令官の直轄地とされた。1846年12月14日採択の「ザカフカース分割の状況」令によって再度の行政区画再編が行われ、グルジノ・イメレチア県はチフリス県およびクタイス県に分割された。